# Chuhar Kana
Chuhar Kana é uma cidade do Paquistão localizada na província de Punjab.